# Nishi Masaharu
Nishi Masaharu (sinh ngày 29 tháng 5 năm 1977) là một cầu thủ bóng đá người Nhật Bản.

## Giải vô địch bóng đá U-20 thế giới
Nishi Masaharu được triệu tập vào đội tuyển U-20 Nhật Bản tham dự Giải vô địch bóng đá U-20 thế giới 1997.